# Levent Eriş
Levent Eriş (* 17. September 1962 in Izmir) ist ein ehemaliger türkischer Fußballspieler und Trainer.

## Spielerkarriere

### Verein
Eriş spielte während seiner aktiven Zeit für Alanyaspor, Izmirspor, Sincanspor, Bucaspor, Karşıyaka SK. Im Jahr 1998 beendete er seine Karriere bei Kuşadasıspor.

### Nationalmannschaft
Eriş durchlief die türkische U-18- und U-21-Nationalmannschaften.

## Trainerkarriere
Nachdem Levent Eriş seine Karriere als Spieler beendet hatte, wurde er bereits einige Monate später Co-Trainer bei Izmirspor. Ein Jahr später wurde er zum Chef-Trainer befördert. Es folgten Tätigkeiten bei Manisaspor, Kayseri Erciyesspor, Mersin İdman Yurdu SK, Altay İzmir, Diyarbakırspor, Samsunspor und Adana Demirspor. Bei seiner zweiten Rückkehr zu Manisaspor im Jahr 2008 schaffte er mit der Mannschaft in der Saison 2008/09 den Aufstieg in die Turkcell Süper Lig. Trotz des Aufstieges trat Eriş vor Saisonbeginn zurück.
Im September 2009 übernahm er bei Giresunspor von dem beurlaubten Yüksel Yeşilova das Traineramt und betreute die Mannschaft bis zum Saisonende.
Zur neuen Saison wurde er beim Zweitligisten Boluspor als Cheftrainer vorgestellt. Mit seiner Mannschaft konnte er sich über den Großteil der Saison auf den Aufstiegs- bzw. Relegationsplätzen aufhalten. Erst in den letzten Spieltagen entfernte man sich von der oberen Tabellenhälfte. Nachdem mit der Niederlage am 31. Spieltag sogar die Relegationsplätze in Gefahr waren, bot Eriş der Vereinsführung seinen Rücktritt an. Diese ersetzte daraufhin Eriş durch Hüsnü Özkara, verpasste aber auch mit dem neuen Trainer die Relegationsplätze.
Zur Spielzeit 2011/12 übernahm er den Zweitligisten Adanaspor. Diesen Verein führte er zum Saisonende bis ins Playoff-Finale der TFF 1. Lig. Im Finale unterlag man in der Verlängerung Kasımpaşa Istanbul 2:3 und verpasste somit den Aufstieg in die Süper Lig erst in der letzten Begegnung. Zum Saisonende bekräftigte der Vereinspräsident Bayram Akgül, dass man auch in der kommenden Saison mit Eriş zusammenarbeiten werde.
Am Ende der Saison 2012/13 trennte sich Adanaspor von Eriş. Nachdem Adanaspor in der Spielzeit 2013/14 mit zwei verschiedenen Trainern erfolglos zusammenarbeitete, wurde Eriş vor dem 9. Spieltag dieser Spielzeit wieder als Cheftrainer eingestellt. Nachdem Adanaspor einen unter den Erwartungen liegenden Start in die Saison 2014/15 gezeigt hatte, bot Eriş Mitte November 2014 seinen Rücktritt an. Dieser Rücktritt wurde vom Klubpräsidenten Bayram Akgül nicht angenommen und Eriş zur Fortsetzung seiner Tätigkeit bewegt. So setzte er seine Tätigkeit weiter fort. Während des Ligaspiels vom 13. Dezember 2014 gegen Kayserispor fiel Eriş bewusstlos um und musste ins Krankenhaus gebracht werden. Nach stationärer Behandlung trat er im Januar 2015 von seinem Amt zurück und wurde durch Güvenç Kurtar ersetzt.
Im April 2015 übernahm er mit Bucaspor einen stark abstiegsbedrohten Zweitligisten seiner Heimatstadt Izmir und verfehlte mit diesem den Klassenerhalt. Trotz des Abstiegs blieb er auch über das Saisonende hinaus bei Bucaspor Cheftrainer. Im September 2016 verließ er diesen und übernahm den Viertligisten Manisa Büyükşehir Belediyespor.
Im März 2017 übernahm erden abstiegsbedrohten Zweitligisten Mersin İdman Yurdu, verfehlte aber mit diesem den Klassenerhalt.